# Hebeloma anthracophilum
Hebeloma anthracophilum là một loài nấm ở Hymenogastraceae.